# Gonzalo García (rugbista)
Gonzalo Manuel García (Mendoza, 18 de febrero de 1984) es un exjugador de rugby italiano de origen argentino, que jugaba de centro. Fue miembro de la selección de rugby de Italia.
García nació en Mendoza, Argentina y debutó con el equipo de esa ciudad, los Maristas, ganando el título provincial en 2006. Jugó el Campeonato Mundial sub-19 en Francia en 2003 y sub-21 en Argentina en 2005 para Argentina.
En 2007 se trasladó a Italia para jugar con Rugby Calvisano, eligiendo posteriormente la nacionalidad italiana. Después de ganar un título italiano en Calvisano en 2008, se trasladó al Benetton Treviso en la RaboDirect Pro12.
García debutó con la selección italiana contra Sudáfrica en Ciudad del Cabo el 21 de junio de 2008, en una derrota 26-0. Anotó su primer ensayo en un test match contra Sudáfrica el 21 de noviembre de 2009 en el Stadio Friuli, Údine. Fue llamado a la Copa Mundial de Rugby de 2011, jugando tres partidos, pero sin marcar.
Seleccionado por su país para la Copa Mundial de Rugby de 2015, en el partido contra Canadá, que terminó con victoria italiana 18-23, García anotó un ensayo.